# Beatrice di Tenda
Beatrice di Tenda är en italiensk opera i två akter med musik av Vincenzo Bellini och libretto av Felice Romani efter Antonio Monticinis balett, som i sin tur byggde på Carlo Tebaldi Fores tragedi (1825). Operan hade premiär i Venedig den 16 mars 1833. Svensk premiär i ett gästspel på Mindre Teatern i Stockholm 1848/1849.

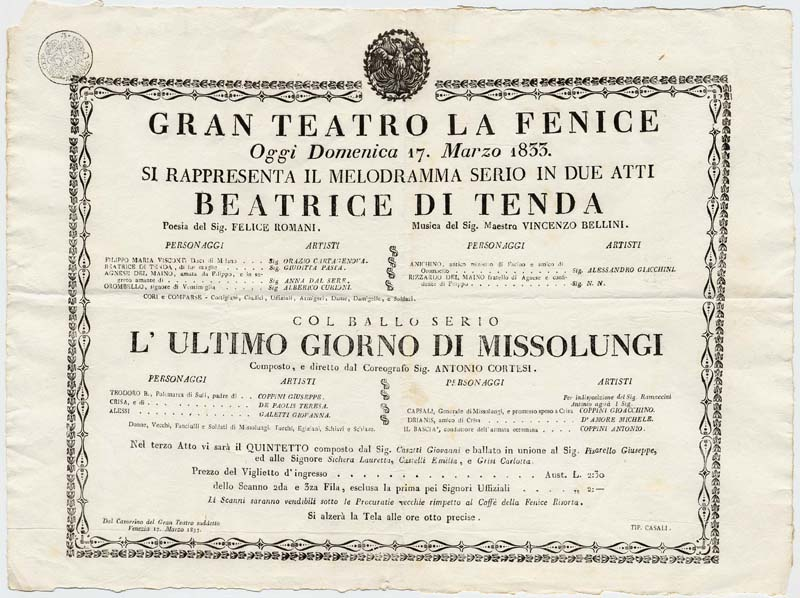
Affisch till premiären 1833.

## Historia
Ämnet för operans handling valdes av Bellini i samförstånd med sångerskan Giuditta Pasta (de hade sett baletten i Milano), trots librettistens invändningar och trots de uppenbara likheterna med Donizettis opera Anna Bolena. Efter mycken tankemöda visade det sig vara omöjligt att fullfölja operan i tid för premiären och Beatrices slutaria lånades från Bellinis Bianca e Fernando (1826). Romanis avsky för texten och hans bitterhet mot Bellini gjorde att han i det slutliga librettot införde en taktlös ursäkt för textens ofärdighet. Detta blev slutet för deras mångåriga samarbete. Trots att handlingen stämde med tidens smal blev operan först ingen succé men framfördes ändå i flera år på alla Italiens operascener. Efter att ha legat ospelad i bortemot 100 år togs den upp igen 1959 i Palermo och blev sedan ett fast inslag på Joan Sutherlands repertoar.

## Personer
- Beatrice di Tenda, Filippos hustru (sopran)
- Filippo Maria Visconti, hertig av Milano (baryton)
- Agnese del Maino, förälskad i Orombello (mezzosopran)
- Orombello, trubadur (tenor)
- Anichino, Orombellos trofaste vän (tenor)
- Rizzardo del Maino, Agneses broder och Filippos förtrogne (tenor)

## Handling

### Akt I
Filippo har tröttnat på äktenskapet med Beatrice som har skaffat honom makt och anseende. Han har förälskat sig i den unga Agnese, som dock älskar trubaduren Orombello, som i sin tur älskar Beatrice. Då Agnese får detta klart för sig vill hon hämnas på dem båda genom att ge Filippo några komprometterande brev som Orombello har sänt till Beatrice. Vid statyn som föreställer hennes förste man, kondottiären Facino Cane, ber Beatrice om förlåtelse för att hon har gift om sig. Orombello försöker övertala henne att fly, men då han faller på knä framför henne överraskas de av Filippo som anklagar Beatrice för otrohet.

### Akt II
Orombello erkänner under tortyr men tar tillbaka sina ord då han konfronteras med Beatrice. Agnese ångrar nu sina intriger och ber om nåd för Beatrice, men då folket fordrar att hon skall friges fruktar Filippo att hon skall bli ett hot mot hans makt och undertecknar dödsdomen. Beatrice och Orombello förlåter Agnese och förs sedan till avrättningen.